# Піщати-Пйотровента
Піщати-Пйотровента (пол. Piszczaty-Piotrowięta) — село в Польщі, у гміні Кобилін-Божими Високомазовецького повіту Підляського воєводства.
Населення — 75 осіб (2011).
У 1975-1998 роках село належало до Ломжинського воєводства.

## Демографія
Демографічна структура станом на 31 березня 2011 року:
|          | Загалом | Допрацездатний вік | Працездатний вік | Постпрацездатний вік |
| -------- | ------- | ------------------ | ---------------- | -------------------- |
| Чоловіки | 40      | 8                  | 26               | 6                    |
| Жінки    | 35      | 9                  | 18               | 8                    |
| Разом    | 75      | 17                 | 44               | 14                   |